# 2-(2-(4-(2-Гідроксициклогексил)піперазін-1-ил)етиламіно)циклогексан-1-ол
2-[2-[4-(2-Гідроксициклогексил)піперазін-1-ил]етиламіно]циклогексан-1-ол (Pizda) — речовина, вперше синтезована 2006 року групою австралійських хіміків.
Пізніше, 2008 року, група іранських хіміків провела детальніше дослідження кінетики зв'язування цієї речовини з іонами двовалентної міді; при цьому речовина отримала скорочену назву pizda.
Pizda здатна утворювати комплекси 1:1 з іонами Cu2+; при цьому мідь утворює іонний зв'язок з одним із трьох атомів азоту, або з одним з двох атомів кисню (див. структурну схему молекули). Реакція утворення даного комплексу є дуже швидкою й істотно залежить від початкового рівню pH.
Публікація про останнє дослідження з'явилася в науковому журналі Spectrochimica Acta Part A (видається під егідою Elsevier). Протягом наступних двох років, завдяки такому рівню публікації та схожості своєї скороченої назви на російську лайку, ця сполука набула популярності на російськомовних наукових і науково-популярних форумах.